# Гориво
Гориво је супстанца која се користи као извор енергије. 
Гориво даје енергију обично онда када му се мења физичка или хемијска структура. Када кажемо да горива ослобађају енергију мењањем хемијске структуре, притом се првенствено мисли на процес сагоревања. Још неки од начина за добијање енергије су нуклеарна фисија и нуклеарна фузија. 
Важно својство енергије добивене из горива је то да може бити складиштена и кориштена по потреби, и то на оним местима где се не може произвести и у временима када опада њена производња.

## Врсте горива
Горива се деле пре свега према агрегатном стању и према начину добијања (природна и прерађена, која опет могу бити примарна, секундарна или синтетичка). У последње време све је значајнија и подела према настанку — фосилна и биогорива. 
Осим тога могу се поделити и према карактеру употребе (на енергетска и технолошка), запаљивости (самозапаљива и незапаљива, према постојаности на топлоту и према примени).